# Bumich
Bumich (* 10. April 1985 in Schmalkalden) ist ein deutscher Musikproduzent und DJ elektronischer Musik. Er begann 2010 seine Karriere als Produzent elektronischer Musik, auf Grundlage seiner Erfahrungen, die er in den sieben Jahren zuvor als gut gebuchter DJ mit bundesweiten Auftritten verbuchen konnte. Sieben Jahre war er als Resident DJ und Moderator für das einst größte Webradio für House-Musik tätig – mth.House.
Seine erste Veröffentlichung „Trompetenkäfer“ mit Remixen bekannter Künstler war gleich ein Erfolg. Bis heute sind seine Titel auf mehr als 100 Compilations zu finden, u. a. About:Berlin (Universal Music), Sound of Berlin, Ibiza Closing einschließlich „Zirkus Zirkus“, die stets an die Spitze der iTunes-Charts klettert.
Neben Airplays auf Sunshine Live, MDR Sputnik und anderen Radiosendern hat seine Musik den Weg ins Fernsehen gefunden, u. a. in die RTL2-Serie „Berlin Tag und Nacht“ und „Köln 50667“. Sein Song „Too Much To Ask“ stieg über mehrere Wochen bis auf Platz 3 der Schweizer Dance Charts und hielt sich über viele Wochen in den Deutschen Dance50.
Im Laufe seiner Karriere war er an zahlreichen Veranstaltungen unterschiedlichster Agenturen und Vereinen an der Planung, Organisation und Durchführung beteiligt. Als Mitgründer und Labelmanager der Musikalischen Feinkost kümmert er sich um Veröffentlichungen und Vermarktung und gibt seine Erfahrungen an aufstrebende Künstler weiter.